# Tina Leisch
Augustine „Tina“ Leisch (* 1964 in München) ist eine deutsche Regisseurin, Journalistin und politische Aktivistin, die in Österreich lebt. Sie selbst beschreibt sich als „Text-, Film- und Theaterarbeiterin“.

## Leben und Wirken
Tina Leisch lebt und arbeitet seit Anfang der 1990er Jahre hauptsächlich in Österreich. Über ihr früheres Leben ist wenig bekannt. In den 1980er Jahren lebte sie nach eigenen Angaben in El Salvador, wo sie während des Bürgerkriegs für die Befreiungsbewegung (Movimiento Popular) arbeitete.
Sie gehörte zu den politisch linken Aktivisten, die 1994 in Wien-Favoriten das Volxtheater Favoriten gründeten. Zusammen mit dem Volxtheater beteiligte sie sich im Jahr 2000 an der „Kulturkarawane gegen rechts“ durch Kärnten. Zwischenzeitlich war sie Kustodin im Museum Peršmanhof (Museum des antifaschistischen Widerstandes in Kärnten), das im ehemaligen Peršmanhof in Bad Eisenkappel (slow. Železna Kapla-Bela) eingerichtet wurde und die Geschichte der Kärntner Slowenen während des Nationalsozialismus thematisiert. Von 2001 bis 2004 war sie Obfrau des von ihr mitgegründeten Društvo/Verein Peršman, des Trägervereins des Museums, und der Gedenkstätte Peršmanhof.
Im Jahr 2002 inszenierte Leisch zusammen mit Hubsi Kramar das Theaterstück Mein Kampf von George Tabori. Die Inszenierung, die im Männerwohnheim Meldemannstraße in Wien zur Aufführung kam, wurde mit dem Nestroy-Theaterpreis ausgezeichnet. 2003 schrieb und inszenierte sie für das oberösterreichische Festival der Regionen das Theaterstück Elf Seelen für einen Ochsen – enajst dus za enega vola, in dem es dokumentarisch um das in den letzten Kriegstagen des Zweiten Weltkriegs von den Nationalsozialisten verübte Massaker am Peršmanhof geht.
Im Jahr 2004 erarbeitete sie gemeinsam mit Patienten des Otto-Wagner-Spitals in Wien das Stück Irrgelichter im Spiegelgrund. Eine Desinfektion. Thema des Stückes war die nationalsozialistische Vergangenheit des Krankenhauses, in dem unter dem damaligen Namen Spiegelgrund behinderte Kinder ermordet wurden.
Als Journalistin schreibt Tina Leisch regelmäßig für die österreichischen Zeitschriften Augustin, Volksstimme, Kulturrisse und Malmoe sowie für die in Berlin erscheinende Jungle World.
Unter dem Titel Die schweigende Mehrheit sagt JA initiierte Leisch mit dem Schauspieler Bernhard Dechant und weiteren Aktivisten und Künstlern – darunter die Sängerin Gustav, die Schauspieler Claudia Kottal, Pippa Galli und Nikolaus Habjan, die Regisseure Nina C. Gabriel und Markus Kupferblum, sowie die Autoren Eva Schörkhuber und Alma Hadžibeganović – im Juli 2015 eine Dauermahnwache „für eine humanere Flüchtlingspolitik“ vor der Wiener Staatsoper.
Tina Leisch lebte Anfang der 2000er Jahre zeitweilig in Bad Eisenkappel in Kärnten. Inzwischen lebt und arbeitet sie wieder in Wien.
2020 gehörte Tina Leisch zu den Erstunterzeichnern der Kampagne Zero Covid.

## Auszeichnungen
- 2003: Nestroy-Theaterpreis in der Kategorie Beste Off-Produktion, gemeinsam mit Hubsi Kramar für die Inszenierung von George Taboris Mein Kampf
- 2008: Lobende Erwähnung für Gangster Girls beim Wiener Filmpreis der Viennale
- 2011: Outstanding Artist Award für Film (Dokumentarfilm) des Bundesministeriums für Unterricht, Kunst und Kultur
- 2014: Carl Mayer-Drehbuchförderungspreis beim Filmfestival Diagonale in Graz (dreigeteilt: Tina Leisch, Wolfgang Rupert Muhr und Rainer Weidlinger)
- 2014: Jury Award für den besten Dokumentarfilm beim Cine Las Americas International Film Festival in Austin/Texas für Roque Dalton. Erschießen wir die Nacht!
- 2014: Premio Guiño für den besten Dokumentarfilm beim El Ojo Cojo International Filmfestival in Madrid für Roque Dalton. Erschießen wir die Nacht!
- 2015: Nestroy-Theaterpreis, Extrapreis für Schutzbefohlene performen Jelineks Schutzbefohlene
- 2016: Preis der Freien Szene Wiens für Schutzbefohlene performen Jelineks Schutzbefohlene
- 2016: Lobende Erwähnung beim Internationalen Filmfestival der Menschenrechte this human world in Wien für Tanz und gib ihm!

## Filme
- 1999: Vergiß Europa! Ein Weiß-Schwarzfilm
- 2003: riefenstahlremix
- 2008: Gangster Girls
- 2010: Dagegen muss ich etwas tun. Portrait der Widerstandskämpferin Hilde Zimmermann[7]
- 2013: Roque Dalton. ¡Fusilemos la noche! Let's shoot the night! Erschießen wir die Nacht! – Dokumentarfilm über den bedeutendsten Dichter El Salvadors, Roque Dalton
- 2015: Nur die Toten kehren heim. Einblicke in den kurdischen Widerstand in der Türkei (zusammen mit Ali Can)
- 2015: Tanz und gib ihm!